# Chris Whitley
Pour les articles homonymes, voir Whitley.
Chris Whitley (31 aout 1960 – 20 novembre 2005) était un chanteur et guitariste américain, naviguant entre le blues, le rock et la folk.

## Biographie
Christopher Becker Whitley nait le 31 août 1960 à Houston, Texas. Son père dans la publicité et sa mère artiste, son enfance le verra souvent voyager dans le sud-ouest des États-Unis. Après le divorce de ses parents, alors qu'il est âgé de 11 ans, il part habiter dans un petit chalet du Vermont avec sa mère. Sa première passion sera le motocross, il participera à de nombreuses compétitions, jusqu'à l'âge de 15 ans, moment où il décide de s'orienter vers la musique et commence à apprendre la guitare.
Ses premières influences furent Jimi Hendrix et Junior Wells, mais c'est la découverte de Johnny Winter, des guitares National String Instrument Corporation, du slide-guitar et des open tunings qui lui permettent de se forger peu à peu son propre style.
Chris abandonne le lycée en cours de dernière année et part emménager à New York, où il vivra de petits boulots, et jouera de la musique dans la rue. Remarqué par l'employé d'une agence de voyages qui venait souvent l'écouter, il se voit offrir un billet d'avion pour l'Europe, plus précisément pour la Belgique. L'amateur d'art, de poésie, de musique qu'il est plaque tout pour rejoindre le vieux continent. Il y jouera dans plusieurs groupes (dans des styles aussi variés que le funk, la pop/rock, et même le rap), et y formera le groupe A Noh Rodeo en 1984 avec Alan Gevaert (plus tard et jusqu'à aujourd'hui, membre du groupe dEUS), qui connaîtra un certain succès.
Chris rentre en 1990 à New York avec la sœur de Gevaert, Hélène, devenue sa femme, avec qui ils ont eu une fille, Trixie Whitley, en 1988 à Gand.
Amateur de poésie éclairé (grand amateur de André Breton, André Gide, Albert Camus, René Char, Pierre Reverdy, Charles Simic, Guillaume Apollinaire, Paul Éluard), amateur de cinéma (Ingmar Bergman), et d'art (sa mère est sculptrice, et vit recluse loin de la ville), il forgera au cours des années son style musical unique, influencé de blues, de jazz, de songwriting éclairé et de musique électronique, qu'il a probablement côtoyée lors de son séjour en Europe. Son style de guitare unique, essentiellement acoustique, mais aussi électrique, dépasse le simple mélange de blues, rock et folk. Ses influences diverses s'étendent de Thelonious Monk à Kraftwerk, en passant par les Stooges ou Lou Reed.
C'est une suite de hasards, de galères et de rencontres qui menèrent le talent de Chris Whitley vers plus de succès. Chris vivait alors de son travail dans une fabrique de cadres à New-York. Acceptant l'invitation d'un ami photographe à une séance photos dans un parc new-yorkais, on lui présentera lors de cette séance Daniel Lanois, chanteur et producteur canadien (U2, Emmylou Harris, Peter Gabriel). Après une après-midi de photos et de jam à la guitare avec Lanois, ce dernier propose à Chris de le mettre en contact avec une maison de disques.

## Période Columbia/Sony/Work (1991-1997)

### Living With The Law (1991)
En 1991, sort le premier album de Chris Whitley, Living with the Law chez Sony Music. Enregistré au studio de Daniel Lanois à Kingsway, avec Malcolm Burn (Dylan, Iggy Pop, Midnight Oil) à la production. Les influences blues, bluegrass, country, rock, et folk, les compositions et la production imparables, permettent à l'album de connaître un succès critique important, et forge une solide base de fans à Chris Whitley. Un titre extrait de l'album sera même choisit pour figurer sur la B.O. du film Thelma & Louise.

### Din Of Ecstasy (1995)
Quatre ans plus tard, en 1995, Chris récupéré par le sous-label Work (où il figure aux côtés de Fiona Apple, Mercury Rev, ou encore Jamiroquai) sort l'album Din of Ecstasy. Voulu plus électrique en cette pleine période grunge, il déroutera beaucoup de fans du premier album au lieu de se créer un vrai public. Cet album sombre, penchant fortement vers un son rock-indépendant, met en valeur le jeu électrique de Chris, sans délaisser les influences blues, évidentes sur des titres comme "Know" ou "The New Machine".

### Terra Incognita(1997)
En 1997, Chris Whitley sort son troisième album, Terra Incognita, plus accessible que Din of Ecstasy. À grand renfort de promo (version CD Extra avec clips et making-off), publicité, nombreux passages télés, cet album tend cette fois vers des titres nettement moins sombre et plus pop. Encore une fois, Chris dévoile ses talents de compositeur, et un jeu de guitare électrique aux relents Hendrixien évidents. Aux sonorités vaguement FM, cet album avec des titres comme "Automatic", "Power Down", "Aerial", "Gasket" semblait construit pour toucher un plus large public.
Pendant l'été 1997, le succès commercial n'étant pas au rendez-vous, Sony Music/WORK décide de se séparer de Chris, qui se retrouve alors sans contrat.

## Période indépendante: Messenger Records, Ulftone, Fargo Records (1998-2005)

### Dirt Floor (1998)
Internet s'imposant de plus en plus comme un média prépondérant, une communauté de fans se retrouve autour du site web "The New Machine", ce qui donnera l'idée à Chris d'enregistrer un album spécialement pour ses fans, sans aucune pression de maison de disques, ni pression commerciale, en distribution directe.
Finalement, c'est le label Messenger Records, fondé par Brandon Kessler alors encore étudiant à New York, et organisant les débuts de son label depuis la cité universitaire, qui offre à Chris dont il est fan, de distribuer cet album.
Chris part s'isoler dans le chalet familial du Vermont. Avec pour seul matériel de captation un des meilleurs micros d'ambiance du marché, il y enregistrera les 9 titres de Dirt Floor, en live, seul à la guitare et au chant, une planche de bois servant de percussions. Composé de titres comme "Scrapyard Lullaby", "Altitude", "Loco Girl", et la reprise osée de "The Model" de Kraftwerk, à la voix et au banjo, l'album sortira en 1998. La simplicité des arrangements, la qualité des compositions et de l'interprétation, permettront à cet album de connaitre un succès critique certain accompagné d'un succès commercial supérieur aux derniers albums de Chris sorti chez Sony. La qualité de la prise de son de l'album servira même d'étalon dans de nombreux magasins de hifi aux USA.
Le succès de l'album est en partie propulsé par une grande campagne de promotion menée par Messenger Records avec l'aide des fans, les impliquant dans des street-teams qui remettront Chris au-devant de la scène et des médias. La distribution de l'album en Europe est assurée par Ulftone Music, qui organisera plusieurs tournées en Europe, notamment avec Pat MacDonald (ancien Timbuk3).

### Live at Martyr's (1999)
En 1999 sort un premier album live intitulé "Live at Martyrs", sur lequel Chris est accompagné sur quelques titres par sa fille Trixie.

### Perfect Day (2000)
En 2000, Chris Whitley signe pour un unique album sur le label Valley Entertainment, Perfect Day, album de reprises, projet particulièrement audacieux en collaboration avec les musiciens de jazz d'avant-garde Billy Martin et Chris Wood (du trio Martin, Medeski & Wood). Enregistré en quelques prises live, Whitley au chant et guitare, Chris Wood à la contrebasse et à la basse, Billy Martin à la batterie et percussions. Des reprises entre autres de Hendrix, des Doors, Lou Reed, Howlin' Wolf, Willy Dixon, Muddy Waters, Bob Dylan totalement appropriées et transformées par le trio.
En 2000, on peut voir Chris Whitley interpréter un titre de Robert Johnson dans le documentaire "Hellhounds on My Trail: The Afterlife of Robert Johnson".

### Rocket House (2001)
En 2001, Chris signe pour un album sur le label ATO, de Dave Mathews (du Dave Matthews Band). En sortira Rocket House, un album préparé par Chris dans son home-studio, synthétique, électronique et planant, le piano y prend souvent le pas sur la guitare pour un mélange frais et agréable. Plusieurs participations sur le CD, dont Dave Matthews et le DJ New Yorkais DJ Logic, rencontré au cours de jam blues/funk avec le guitariste de Living Colour, Vernon Reid, qui deviendra un bon ami de Chris. Suivront plusieurs tournées où Chris tournera à nouveau avec un groupe complet, ou plus sobrement sera parfois simplement accompagné d'un DJ.
La même année sort à petit tirage la VHS Scrapyard, document vidéo rempli d'interviews, de clips et d'extraits de concerts, un document d'archive sur ces premières années de la nouvelle carrière "indépendante" de Chris.
Rocket House sortira en Europe sur le label français Fargo Records et marquera le début d'une longue collaboration entre Chris et le label de Michel Pampelune.

### Long Way Around: An Anthology (1991-2001) (2001)
En 2001, la division Columbia/Legacy de Sony Music sortira Long Way Around: An Anthology (1991-2001), avec un livret intéressant et plusieurs inédits ou prises alternatives. On y retrouvera étonnement des titres sortis sur d'autre labels, dans la période post-Sony de Chris.
La même année Chris participe à la B.O. du film Les Hommes de main (Knockaround Guys) de Brian Koppelman avec John Malkovich et Dennis Hopper.
Vers 2002, Chris repart pour l'Europe, et emménage en Allemagne, à Dresde, où il rencontrera sa dernière compagne, Susann, qui prendra aussi le rôle de manager.
En 2003, Chris participe à la B.O. du film Pigs Will Fly de Eoin Moore, musique qui sortira également en CD. On y découvre les premières versions de "Dislocation Blues" ou "Breaking your Fall", que l'on retrouvera ultérieurement sur d'autres albums.
Le label parisien Fargo Records, mené par Michel Pampelune, déjà distributeur en France de l'album Rocket House, propose vers 2002 à Chris de signer pour la France et l'Europe, pour plusieurs albums sur le label.

### Hotel Vast Horizon (2003)
En 2003 sort chez Fargo Hotel Vast Horizon, enregistrée à Dresde, son nouveau point d'attache, avec Heiko Schramm et Matthias Macht (bassiste et batteur du groupe allemand Tijuana Mon Amour), qui l'accompagneront jusque dans ses dernières tournées. Cet album aux sonorités jazzy, possède un groove lancinant que le trio reproduira parfaitement sur scène. L'album comprend des titres comme "New Lost World", "Hotel Vast Horizon", ou encore "Breaking Your Fall".  

### Weed (2004)
C'est en 2004 que sortira Weed chez Fargo, un album où Chris ré-enregistre plusieurs titres du début de sa carrière, dans une forme minimaliste proche de celle qu'on pouvait l'entendre interpréter sur scène. Seul à la guitare, Chris enregistre dans son appartement, dans un parc, sous un pont, dans une chambre d'hôtel, les anciens titres trouvent une nouvelle jeunesse et une fraicheur mettant en avant le talent de songwriter de Chris.

### War Crime Blues (2004)
Un peu plus tard la même année, c'est War Crime Blues qui sort encore chez Fargo, où cette fois ce sont des compositions originales, guitare/voix, fortement imprégnées le blues, qui composent un album incroyable de puissance. On y trouve le furieux « Dead Cowboy Song », très proche du "Dead Boyfriend Song" que Chris jouait régulièrement sur scène depuis des années, côtoyant des titres plus romantiques comme « Her Furious Angels ». L'album, se conclut par une reprise de « Nature Boy » à cappella.

### Soft Dangerous Shores (2005)
En 2005, après une longue gestation, Soft Dangerous Shores, fruit d'une nouvelle collaboration avec Malcolm Burn, est enfin révélé. Méticuleusement mis au point durant des mois par les deux compères, complété au fil des pauses entre les tournées, c'est un album sombre, où la voix et la guitare de Chris se trouvent enveloppées dans de nombreuses couches de sons synthétiques, et de reverbs vaporeuses. Un album aux sonorités très travaillées, aux textes énigmatiques, qui surprend encore par son originalité et son style inclassable.
À la fin de l'été, Chris ne va pas bien. De nombreux fans relateront des concerts où il ne semble pas à l'aise sur scène, et parait être perturbé. Après plusieurs semaines sans nouvelles, la circulation de rumeurs sur son état psychologique et sur sa santé inquiète les fans. Le 20 novembre 2005, Chris Whitley s'éteint d'un cancer du poumon foudroyant.

## Sorties posthumes

### Reiter In (Chris Whitley & The Bastard Club) (2006)
Enregistré peu avant sa disparition, Reiter In (Chris Whitley & The Bastard Club) sort en 2006, sur le petit label Morning Dew Records. Ce devait être le début d'une série de collaborations entre musiciens, que Chris voulaient voir devenir régulières et mener à plusieurs albums et tournées. Sur ce disque, des reprises ultra brutes et électriques des Stooges, de Gary Numan, de Willie Dixon ou encore des Flamming Lips se mêlent à des compositions originales.

### Dislocation Blues (2006)
En 2006 sort également Dislocation Blues, album en duo avec Jeff Lang, bluesman australien, devenu son ami après une rencontre en 1993 et de multiples tournées partagées en Australie et aux États-Unis
. Cet album de blues, composé au fil des tournées et enregistré en avril 2005 à Melbourne, comporte entre autres une version époustouflante de près de 10 minutes du classique "Stagger Lee". Il s'agit du dernier album enregistré par Chris Whitley.

### On Air (2008)
C'est en 2008 que sort On Air, une capture live d'un magnifique concert donné en Allemagne le 8 septembre 2003, et enregistré par Radio Breme.

## Hommages
Depuis 2006 ont régulièrement lieux des concerts « Chris Whitley Celebration », à Bellows Fall dans le Vermont, ou à Austin au Texas. Concerts auxquels participent de nombreux musiciens amis de Chris, comme Vernon Reid (Living Color), Alejandro Escovedo, Doug Pinnick, Eric Johnson... ainsi que Trixie Whitley et Dan Whitley. Depuis des années de nombreux artistes se réclament de l'influence de Chris Whitley, qui n'aura hélas jamais eu le succès qu'il méritait, mais qui laisse derrière lui un héritage de plus d'une quinzaine d'albums dont l'importance dans l'histoire du rock des années 1990 et 2000 est incontestable.

## Discographie
- Living with the Law (1991)
- Din of Ecstasy (1995)
- Terra Incognita (1997)
- Dirt Floor (1998)
- Live at Martyrs (1999)
- Perfect Day (2000)
- Rocket House (2001)
- Long Way Around: Anthology (2002)
- Pigs Will Fly (2003)
- Hotel Vast Horizon (2003)
- Weed (2004)
- War Crime Blues (2004)
- Soft Dangerous Shores (2005)
- Reiter In (2006)
- Dislocation Blues (2006)
- On Air (2008)

## Style et Matériel
Le jeu de guitare de Chris Whitley est essentiellement axé autour de la maitrise du jeu au Bottleneck et l'utilisation de nombreux Open Tunings. Parmi ses instruments de prédilection de nombreuses guitares en métal National, modèles Stylo O, Triolian ou encore Reso-Phonic (dont une de 1929 et une de 1930). Il utilise également des Gibson Les Paul, Gibson Melody Maker, Gibson ES-125 et quelques Fender. Certains titres sont également écrits ou interprétés avec un Banjo Bart Reiter ou une guitare acoustique Gibson L-0 . Ses guitares sont amplifiées par un Fender Pro Junior. Il utilise un bottleneck fabriqué à partir d'un morceau de guidon de vélo, découpé pour pouvoir être retourné et permettre de fretter les notes de manière standard. Côté droit, un médiator Dunlop Purple, ainsi que des onglets métalliques.
Un instrument à part entière est également la planche de bois amplifiée par un micro de contrebasse Fishman, sur laquelle il tapait du pied pour s'accompagner.
Le style musical de Chris Whitley est très vaste, mélangeant blues, rock, hard rock, folk. Bien qu'il ait composé quelques titres instrumentaux, la musique reste indissociable et fortement liée aux textes, dont les influences clairement enracinées dans le blues sur le premier album font de plus en plus place à l'abstrait et la poésie jusqu'à ses derniers albums. Grand amateur de poésie, il considérait cependant l'écriture de chanson comme un art à part entière.